# Antti Niemi (Eishockeyspieler)
Antti Niemi (* 29. August 1983 in Vantaa) ist ein finnischer Eishockeytorwart, der zuletzt bis April 2020 bei Jokerit Helsinki aus der Kontinentalen Hockey-Liga (KHL) unter Vertrag gestanden hat. Zuvor war er elf Jahre lang in der National Hockey League aktiv, wo er über 530 Spiele für sechs verschiedene Teams absolvierte. Mit den Chicago Blackhawks gewann er im Jahr 2010 den Stanley Cup.

## Karriere
Niemi begann seine Karriere als Eishockeyspieler in seiner Geburtsstadt bei Kiekko-Vantaa. Für das Team spielte er von den Junioren an. Bereits im Alter von 15 Jahren hütete er erstmals das Tor der A-Junioren der Mannschaft, obwohl er eigentlich zum Kader der B-Jugend gehörte. Bis in den Sommer 2004 hinein, spielte der Finne in den Jugendmannschaften des Teams. Dennoch hatte er in der Saison 2002/03 als 19-Jähriger sein Debüt in der Profimannschaft gefeiert, die zu diesem Zeitpunkt in der zweitklassigen Mestis spielte. Gleich in dieser Spielzeit gelang ihm mit dem Team sein bis dato größter Erfolg, als er die Vizemeisterschaft feiern konnte. Niemi verblieb noch zwei weitere Jahre bei Kiekko-Vantaa, ehe er im Sommer 2005 von den Pelicans Lahti aus der SM-liiga verpflichtet wurde.

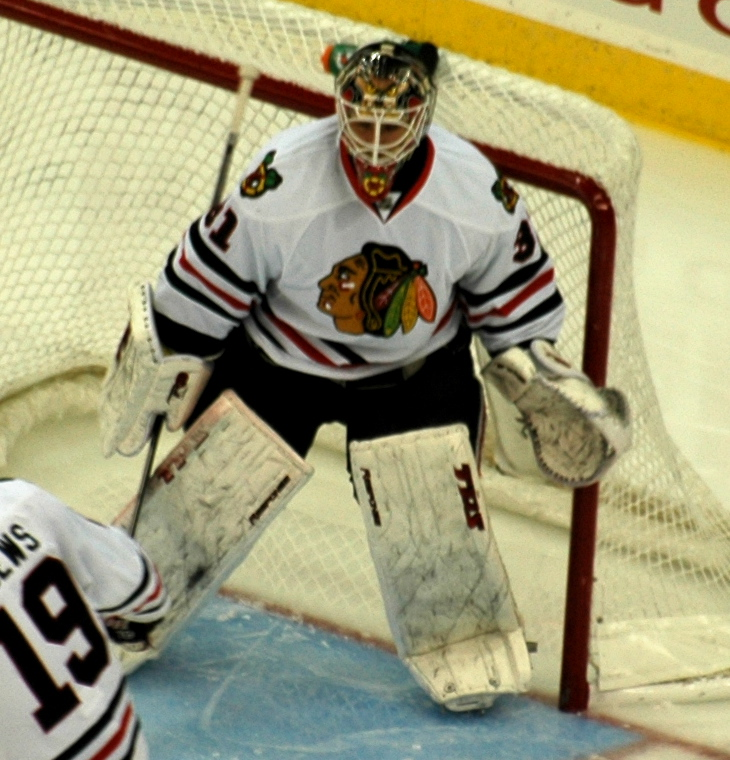
Niemi im Trikot der Chicago Blackhawks

Bei den Pelicans bildete er in den folgenden drei Jahren ein Gespann mit Tommi Satosaari, wobei Niemi stets den Posten der Nummer 1 innehatte. Nach 40 Partien in seiner ersten Saison steigerte er sich in den folgenden beiden Spielzeiten auf 48 und 49 Begegnungen, die er bestritt. Von Jahr zu Jahr verbesserte der Schlussmann dabei seine Statistiken und führte die Mannschaft in den Spieljahren 2006/07 und 2007/08 in die erste Playoff-Runde. Niemi bestritt in den drei Jahren in Lahti insgesamt 137 Hauptrunden- und zwölf Playoff-Begegnungen für die Mannschaft. Dabei erreichte er einen soliden Gegentorschnitt von 2,54.

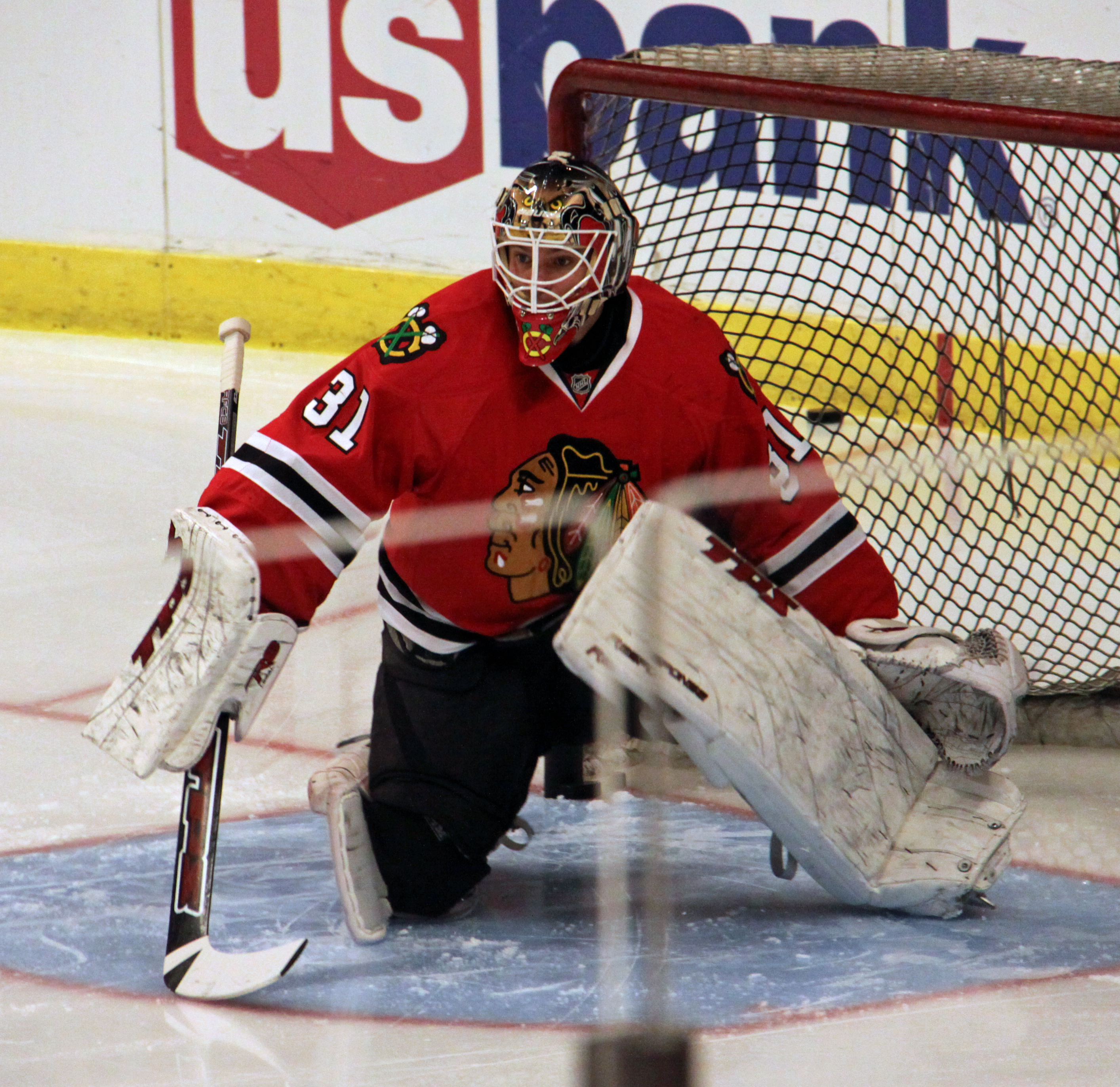
Niemi beim Warmup

Die Leistungen des ungedrafteten Torwarts in der SM-liiga machten natürlich auch die Scouts der National Hockey League auf ihn aufmerksam. So sicherten sich die Chicago Blackhawks am 5. Mai 2008 die Dienste des Free Agents. In seiner ersten Spielzeit in Nordamerika setzten die Blackhawks den Finnen hauptsächlich in ihrem Farmteam, den Rockford IceHogs, in der American Hockey League (AHL) ein. Dort sollte er sich an die Eigenheiten der verkleinerten Eisflächen in Nordamerika gewöhnen. In Rockford teilte sich der Finne die Einsätze im Tor mit Corey Crawford. Während Niemi auf 38 Spiele kam, stand Crawford in 47 Begegnungen zwischen den Pfosten. Im Februar 2009 wurde Niemi erstmals in den NHL-Kader Chicagos berufen und kam am 27. Februar gegen die Pittsburgh Penguins zu seinem Debüt. Bis zum Saisonende stand er in insgesamt drei Partien auf dem Eis. In der folgenden Saison schaffte der Torhüter den dauerhaften Sprung in die NHL. Da sich die Blackhawks kurz vor Saisonbeginn von Nikolai Chabibulin trennten, nahm Niemi den vakanten Platz neben dem Franzosen Cristobal Huet ein. Niemis Leistungen im Saisonverlauf – darunter ein Shutout bei seinem ersten Saisoneinsatz – führten schließlich dazu, dass er sich die Einsätze mit Huet teilte. In den folgenden Playoffs löste der Finne den Franzosen endgültig als Nummer 1 ab, dazu trugen auch seine respektable Statistik von 26 Siegen, sieben Niederlagen und vier Niederlagen nach Overtime bei. Auch aufgrund Niemis Leistungen gewannen die Chicago Blackhawks am Ende der Playoffs erstmals seit 1961 den prestigeträchtigen Stanley Cup.
Nach diesem Erfolg lief Niemis Vertrag aus und der Restricted Free Agent konnte sich im Juli 2010 mit den Blackhawks nicht auf dessen Verlängerung einigen. Nachdem Chicago im August den ihm zugesicherten und mit 2,75 Millionen US-Dollar dotierten Vertrag des Schlichters nicht akzeptierte, war Niemi in der Lage als Unrestricted Free Agent zu jedem anderen Team der Liga zu wechseln. Stattdessen sicherten sich die Hawks die Dienste des erfahrenen Marty Turco für 1,3 Millionen US-Dollar. Anfang September 2010 fand schließlich auch Niemi ein neues Team. Er unterzeichnete  einen auf ein Jahr befristeten Vertrag bei den San Jose Sharks, der mit zwei Millionen US-Dollar dotiert war. Dort bildete er ein Duo mit seinem Landsmann Antero Niittymäki. Da Niemi schwach in die Spielzeit 2010/11 teilten sich die beiden in der ersten Saisonhälfte die Einsätze. Erst nach einer langwierigen Verletzung seines Konkurrenten steigerte sich der Cup-Gewinner und sicherte sich den Stammplatz im Tor. Dies wurde am 1. März 2011 mit der vorzeitigen Verlängerung seines auslaufenden Vertrages um vier weitere Jahre belohnt. In diesen vier Jahren verdient er durchschnittlich 3,8 Millionen US-Dollar.
Den Lockout der Saison 2012/13 verbrachte er bei seinem früheren Verein, den Pelicans Lahti.
Im Juni 2015 wurden die Verhandlungsrechte an ihm für ein Siebtrunden-Draftrecht zu den Dallas Stars transferiert. Somit durften die Stars bereits eine Woche mit Niemi verhandeln, ehe er als Unrestricted Free Agent mit allen Franchises hätte Kontakt aufnehmen dürfen. Wenige Tage später einigte man sich auf einen Dreijahresvertrag. Bereits im Juni 2017 jedoch bezahlten die Stars ihm sein verbleibendes Vertragsjahr aus (buy-out), sodass er sich im Juli 2017 als Free Agent den Pittsburgh Penguins anschloss. Dort überzeugte er zu Beginn der neuen Saison jedoch nicht, sodass ihn die Penguins im Oktober 2017 über den Waiver in die AHL schicken wollten. Von dort wurde er allerdings von den Florida Panthers verpflichtet. Nach nur zwei Einsätzen für die Panthers gelangte er im November 2017, ebenfalls über den Waiver, zu den Canadiens de Montréal. Dort war der Finne bis zum Sommer 2019 in der Rolle des Ersatzmanns von Carey Price aktiv, ehe er im Juni 2019 nach Europa zurückkehrte und für eine Saison beim finnischen Klub Jokerit aus der Kontinentalen Hockey-Liga anheuerte.

### International
Niemi kam bisher bei keinem internationalen Turnier für sein Heimatland zu Einsätzen. Lediglich im Rahmen der Euro Hockey Tour bestritt er in der Saison 2007/08 drei Spiele für Finnland. Finnland belegte am Ende der vier Turniere umfassenden Serie den zweiten Platz hinter Russland. Bei den Olympischen Winterspielen 2014 in Sotschi gewann er mit der finnischen Nationalmannschaft die Bronzemedaille.

## Erfolge und Auszeichnungen
- 2003 Mestis-Vizemeister mit Kiekko-Vantaa
- 2010 Stanley-Cup-Gewinn mit den Chicago Blackhawks
- 2014 Bronzemedaille bei den Olympischen Winterspielen

## Karrierestatistik
Stand: Ende der Saison 2019/20

### International
Vertrat Finnland bei:
- Olympischen Winterspielen 2014

(Legende zur Torhüterstatistik: GP oder Sp = Spiele insgesamt; W oder S = Siege; L oder N = Niederlagen; T oder U oder OT = Unentschieden oder Overtime- bzw. Shootout-Niederlage; Min. = Minuten; SOG oder SaT = Schüsse aufs Tor; GA oder GT = Gegentore; SO = Shutouts; GAA oder GTS = Gegentorschnitt; Sv% oder SVS% = Fangquote; EN = Empty Net Goal; 1 Play-downs/Relegation; Kursiv: Statistik nicht vollständig)